# Pyura gangelion
Pyura gangelion is een zakpijpensoort uit de familie van de Pyuridae. De wetenschappelijke naam van de soort is voor het eerst geldig gepubliceerd in 1816 door Savigny.